# Muhammad bin Hasan al-Baghdadi
Muhammad bin al-Hasan bin Muhammad bin al-Karīm al-Kātib al-Baghdadi, gewöhnlich al-Baghdadi genannt (arabisch محمد بن الحسن بن محمد بن الكريم الكاتب البغدادي, DMG Muḥammad b. al-Ḥasan b. Muḥammad b. al-Karīm al-Kātib al-Baġdadi; † 1239 n. Chr.), ist der Verfasser eines frühen arabischen Kochbuchs.

## Das Buch der Speisen
Das aus der Zeit der Abbasiden stammende Buch Kitāb at-Tabīch (كتاب الطبيخ, DMG Kitāb aṭ-Ṭabīḫ ‚Das Buch der Speisen‘) wurde im Jahre 1226 geschrieben und enthielt anfangs 160 Rezepte; 260 weitere Rezepte wurden später hinzugefügt.
Das einzige Originalmanuskript von al-Baghdadis Buch ist in der Süleymaniye-Bibliothek in Istanbul (Türkei) erhalten. Weitere Rezepte wurden von türkischen Bearbeitern zu einem unbekannten Zeitpunkt in das Original aufgenommen und als Kitâbü’l-Vasfi’l-Et’ime el-Mu’tâde betitelt. Zwei der drei bekannten Exemplare befanden sich in der Topkapı-Palastbibliothek. Im späten 15. Jahrhundert verfasste Muhammad ibn Mahmud asch-Schirwani, der Leibarzt von Murad II., eine türkische Übersetzung und fügte rund 70 weitere Rezepte hinzu. Von dieser Fassung existiert eine Handschrift (MS Oriental 5099) in der British Library in London.
1939 verfasste der britische Orientalist Arthur John Arberry eine englische Übersetzung, die in der Zeitschrift „Islamic Culture“ veröffentlicht wurde. Diese Fassung wurde im Jahr 2005 in das moderne Türkisch übertragen und veröffentlicht.